# 藏海寺
藏海寺是中国江苏省常熟市地势最高的一座佛教寺院，位于虞山之巅拂水岩之上，虞山中路30号，毗邻道观报国院。寺外罗列剑门诸景。门前拂水涧上有香花桥。
藏海寺始建于宋代，原名觉海庵。明代称“拂水东庵”，清初顺治时国师玉林通琇将其更名为藏海禅院，又葬母大慈老人于大悲殿之后，即大慈塔，吏部尚书金之俊题为“报恩草堂大慈老人墓”。咸丰十年（1860年）庚申之劫战火中，全寺被毁，至同治间渐有恢复。光绪十七年（1891年）寺僧道机重建门前香花桥。翁同龢题联：“野鹤孤云大慈塔；幽篁乔木古东庵”。文革中寺庙尽毁
1992年至1997年，常熟佛教协会重修藏海寺，将原报国院正门改为藏海寺的山门，这是明初洪武四年（1371年）所建的明代建筑。同时将真武殿移至西邻今址重建。山门对联为于右任手书唐王维《青龙寺》诗句：“山河天眼里；世界法身中”。寺内为新建大雄宝殿、大悲殿；大雄宝殿题有“普光明殿”、“三千觉路”，楹联为：“自天水建庵，石劫几回经，法日重光千祀后；当赤明开纪，化城弹指现，蜀峰飞到一灯前。”大悲殿题有“三藏法轮”、“众善奉行”，楹联为：“无我相无人相无众生相无寿者相；有悲心有慈心有欢喜心有大舍心。”其后辟为东园，称为“三摩地精舍”。